# Eremias velox
Eremias velox es una especie de lagarto del género Eremias, familia Lacertidae, orden Squamata. Fue descrita científicamente por Pallas en 1771.

## Descripción
La longitud hocico-respiradero es de 80 milímetros.

## Distribución
Se distribuye por Kazajistán, Turkmenistán, Tayikistán, Uzbekistán, Kirguistán, Irán, Afganistán, Pakistán, China, Mongolia, Rusia, Azerbaiyán y Georgia.